# Енн Мюррей
Морна Енн Мюррей (англ. Morna Anne Murray; нар. 20 червня 1945, Спрінггілл, Нова-Скотія, Канада) — канадська софт-рок/кантрі-співачка, авторка-виконавиця та авторка пісень. Продала по всьому світу понад 55 мільйонів копій своїх записів.
Енн Мюррей стала першою канадською сольною співачкою, сингл якої досяг вершини американського чарту, а також першою, пісня котрої отримала золоту сертифікацію в США (пісня «Snowbird» у 1970). Разом із Селін Діон та Шанайєю Твейн Енн Мюррей є однією із найуспішніших канадських музичних виконавців в історії. Вона також є першою жінкою та першою канадійкою, яка виграла у категорії Album of the Year на церемонії нагородження 1984 Country Music Association Awards за її альбом «A Little Good News» (1983).
Мюррей є лауреаткою чотирьох Греммі, рекордних 24 премій Джуно, трьох American Music Awards, трьох Country Music Association Awards, трьох Canadian Country Music Association Awards. Її ім'я поміщено до Канадської зали слави кантрі-музики, Зали слави премії Джуно, Канадської зали слави піснярів та Канадської зали слави радіомовлення. Має зірку слави на Голлівудській алеї слави у Лос-Анджелесі та на Канадській алеї слави у Торонто.
У 2011 журнал Billboard помістив Мюррей на 10 місце свого списку 50 Biggest Adult Contemporary Artists Ever.

## Особисте життя
У 1975 Енн Мюррей одружилася із музичним продюсером Біллом Лангстротом. У 1976 у них народився син Вільям, у 1979 дочка — Доун. Доун Мюррей є авторкою-виконавицею, яка пішла по слідах матері, з якою записувала декілька пісень у дуеті. У 1997 Мюррей та Лангстрот розійшлися і розлучилися наступного року. Лангстрот помер у травні 2013.

## Дискографія
Студійні альбоми
- What About Me (1968)
- This Way Is My Way (1969)
- Honey, Wheat and Laughter (1970)
- Straight, Clean and Simple (1971)
- Anne Murray / Glen Campbell (1971) (із Glen Campbell)
- Talk It Over in the Morning (1971)
- Annie (1972)
- Danny's Song (1973)
- Love Song (1974)
- Highly Prized Possession (1974)
- Together (1975)
- Keeping in Touch (1976)
- There's a Hippo in My Tub (1977)
- Let's Keep It That Way (1978)
- New Kind of Feeling (1979)
- I'll Always Love You (1979)
- Somebody's Waiting (1980)
- Where Do You Go When You Dream (1981)
- The Hottest Night of the Year (1982)
- A Little Good News (1983)
- Heart over Mind (1984)
- Something to Talk About (1986)
- Harmony (1987)
- As I Am (1988)
- You Will (1990)
- Yes I Do (1991)
- Croonin' (1993)
- Anne Murray (1996)
- What a Wonderful World (1999)
- Country Croonin' (2002)
- I'll Be Seeing You (2004)
- Anne Murray Duets: Friends & Legends (2007)